# Mao Jianqing
Mao Jianqing (chiń. 毛剑卿; ur. 8 sierpnia 1986 w Szanghaju) – chiński piłkarz występujący na pozycji pomocnika. Od 2017 występuje w Shanghai Shenhua.
W 2007 roku wystąpił wraz ze swoją reprezentacją na Pucharze Azji.